# ななし怪談
『ななし怪談』は、日本のテレビアニメ。テレビ東京系列『おはスタ』内のコーナーアニメとして2022年8月8日から19日まで放送。全10話。
2023年8月7日から11日まで、新作エピソード全5作が同番組内で放送。

## 制作
制作協力として、東京アニメーションカレッジ専門学校の学生が関わっている。『おはスタ』プロデューサー・村椿拓郎によると、同校と何かプロジェクトをやりたいという話になり、子供向けと相性のいい怪談をテーマにすることに決まった。2022年6月からは番組内で恐怖体験を視聴者から募集しており、それらをもとにオリジナルのエピソードが制作されている。
メインキャラクターのデザインについては主に2人の学生が担当。絵はあまり動かずボイスコミックのような作風となっている。

## 登場キャラクター
無患子 紅（むくろじ こう）
声 - 木村昴
ホラー好きの少年。大人になった姿でも登場する。
梵（ぼん）
声 - 青山吉能
怪異を封印する家系の少女。
茲（ここ）
声 - 朝日奈丸佳
無口な少年。

## スタッフ
- 原作 - ななし怪談プロジェクト[1][2]
- キャラクターデザイン - 福永瞳、望月秋葉
- 怪異原案（第1作） - 福永瞳、貴志みのり、清野都、望月瑞希、小林来夢・福島希珠・田村瑠奈（第6話 - ）
- 怪異デザイン（第2作） - 海老原七波（第1話・第3話 - 第5話）、海野磨璃（第2話）、鍋田龍哉（第3話 - 第5話）
- ななし・サブキャラデザイン（第2作） - 寺内理桜
- シナリオ - 清野都（第1作）、KT（第2作）
- 音響制作 - ハーフ・HP・スタジオ
- 制作協力 - 東京アニメーションカレッジ専門学校[1][2]、SMDE
- 企画・プロデュース・製作 - ShoPro[1][2]

## 各話リスト
| 話数     | サブタイトル | 初放送日      |
| -------- | ------------ | ------------- |
| ななし01 | グラフティ   | 2022年 8月8日 |
| ななし02 | ジャンぽん   | 8月9日        |
| ななし03 | 十隠         | 8月10日       |
| ななし04 | 喪チヌシ     | 8月11日       |
| ななし05 | マゼテ       | 8月12日       |
| ななし06 | あがり蟲     | 8月15日       |
| ななし07 | マギラ       | 8月16日       |
| ななし08 | 時喰い       | 8月17日       |
| ななし09 | 紐ほどき     | 8月18日       |
| ななし10 | ふたりの茲   | 8月19日       |

| 話数  | サブタイトル | 絵コンテ           | 初放送日      |
| ----- | ------------ | ------------------ | ------------- |
| 第1話 | 石けり小僧   | 守重麻愛、丸山遥花 | 2023年 8月7日 |
| 第2話 | 魔魅夢眼妄   | 梁眞峨             | 8月8日        |
| 第3話 | アンナ先生   | 丸山遥花           | 8月9日        |
| 第4話 | 雷獣         | 丸山遥花           | 8月10日       |
| 第5話 | 悪裏琉       | 恒本真由佳         | 8月11日       |

## 朗読劇
2022年8月24日に池袋コミュニティ・カレッジにて開催。無患子役の木村昴が登壇し、アニメとは異なるオリジナルストーリーを朗読する。アニメ版とは時間軸やデザイン、年齢が異なり、少し大人向けでダークな雰囲気となる。